# 平良崎村
平良崎村（へらさきむら）は、かつて青森県にあった村。

## 沿革
- 1889年（明治22年）4月1日 - 町村制施行により三戸郡沖田面村、玉懸村、赤石村、相内村が合併し、平良崎村が発足。
- 1937年（昭和12年）8月1日 - 三戸郡北川村、名久井村との境界の一部を変更。
- 1955年（昭和30年）4月20日 - 三戸郡向村と合併して南部村となり消滅。